# ملعب الطيب المهيري
ملعب الطيب المهيري أو الملعب البلدي بصفاقس هو ملعب متعدد الاستخدامات يقع في مدينة صفاقس بالجمهورية التونسية.

## تاريخه

### قبل الاستقلال
تمّ إنشاء هذا الملعب سنة 1934. ولكن لم يقع تدشينه إلاّ يوم 17 جانفي 1937 وهو يعتبر أقدم ملعب في تونس. حضر في حفل تدشينه 3 آلاف مترّج، وقد شاركت في هذا الحفل فرقٌ لكرة الطائرة والرقبي وكرة القدم من صفاقس وتونس العاصمة ومنزل بورقيبة.
وقد تمّت تسمية هذا الملعب في سنة 1938 هنري كودرك تكريما لصاحب هذا الاسم الّذي كان مستشارا بلديّا سنة 1924، ونائبا لرئيس المجلس بعد ذلك، ولم يتغيّر هذا الاسم إلاّ بعد الاستقلال.
وفي بدايته، كان هذا الملعب مقرّا لفريقين هما الشبيبة الرياضية الصفاقسية والنادي التونسي الّذي تغيّر إسمه بعد الاستقلال إلى النادي الرياضي الصفاقسي.

### بعد الاستقلال
بعد الاستقلال تمّ تغيير اسم الملعب الّذي كان يرمز إلى شخصيّة استعماريّة باسم لشخصيّة وطنيّة هي الطيب المهيري، وقد كان هذا الرّجل أحد المناضلين السياسيّين الّذين ساهموا في حصول البلاد على الاستقلال وفي قيادتها بُعيده.
وشيئا فشيئا، أصبح الملعب حكرا على النادي الرياضي الصفاقسي بعد اندثار بعض نوادي المدينة الّتي كانت تنشط في عهد الحماية.
كما لعب المنتخب الوطني التونسي لكرة القدم بضع مباريات في هذا الملعب، وكان له كذلك شرف استضافة بعض مباريات كأس الأمم الأفريقية لكرة القدم 2004 الّتي نظّمتها وفازت بها تونس.
عندما أنشئ هذا الملعب كان موقعه في أطراف المدينة، ولكن مع الاتّساع المعماريّ لمدينة صفاقس، ومع الانفجار السكاني الّذي شهدته، أصبح الملعب يقبع في قلبها تماما ممّا أصبح يخلق أزمة مرور في كلّ موعد مباراة. كما أثّر هذا الانفجار السّكّانيّ على طاقة استيعاب الملعب الّتي لم تعد تستجيب البتّة لحاجة الجمهور العريض للنّادي الرياضي الصفاقسي.

## سعته
بعد الاستقلال، تمّت توسعة الملعب عدّة مرّات، فأصبح يقدر على استيعاب 8 آلاف متفرّج حتّى أشغال التّوسعة الأخيرة الّتي قامت فيه بمناسبة كأس الأمم الأفريقية لكرة القدم 2004 الّتي أهّلته لاستيعاب 12600 متفرّج.
ولكنّ جمهور النادي الرياضي الصفاقسي ما فتئ يطالب بإنشاء ملعب جديد بالمدينة قادر على استيعاب الجماهير المتزايدة للنّادي الّتي قدرت في مناسبة سابقة أن تملأ الملعب الأولمبي برادس الّذي يتّسع لحوالي 60 ألف متفرّج.